# شعار فانواتو
يُظهر شعار فانواتو محاربًا ميلانيزيًا يمسك رمحًا واقفاً أمام الجبل خلفه على ناب خنزير وسعفتين من السرخس الناميلي المتقاطعين وشريط ذهبي في الأسفل مع الشعار الوطني: LONG GOD YUMI STANAP (بالبسلامية «على الله نعتمد»). صمم النسخة الأصلية الفنان الأسترالي ريك فريزر عام 1980.

## الشعار التاريخي

شعار هيبريدس الجديدة البريطانية (1906-1953)
شعار هيبريدس الجديدة البريطانية (1953-1980)